# Joannes van de Griendt
Joannes (Jan) van de Griendt (Orthen, 10 mei 1804 – 's-Hertogenbosch, 12 juli 1884) was een Nederlands fabrikant, aannemer, handelaar en politicus. Van de Griendt is vooral bekend als oprichter van de Maatschappij Helenaveen en stichter van het dorp Helenaveen, beide vernoemd naar zijn echtgenote Helena Panis. 

## Familie
Jan van de Griendt was een zoon van landbouwer Gerardus van de Griendt (1769-1832) en Henrica van Gerven (1767–1850). Hij huwde op 18 mei 1837 in Bergen op Zoom met Sophia Vermeirsche (1809–1841). Uit dit huwelijk werden drie dochters geboren, van wie er slechts een de volwassen leeftijd bereikte. Twee maanden na de geboorte van het derde kind overleed Sophia Vermeirsche.
Van de Griendt hertrouwde op 29 augustus 1844 in 's-Hertogenbosch met Maria Helena Hubertina Panis (1817–1898), roepnaam Helena, dochter van Arnoldus Panis (1784–1855) en Maria Catharina Geelen (1793–1860). Uit dit huwelijk werden zeven kinderen geboren, vier dochters en drie zoons.  

## Carrière
Van de Griendt is zijn carrière begonnen in de veehandel. Hij werkte daarbij nauw samen met zijn broer Nicolaas. Gaandeweg breidde Van de Griendt zijn activiteiten uit, hoewel hij de handel trouw bleef. Hij kocht in 1839 een 'Branderij en Grossierderij in Sterke Dranken' in 's-Hertogenbosch en gebruikte daarna jarenlang de term 'brander' om zijn beroep aan te geven. In de loop van de jaren groeide Van de Griendt uit tot een vermogend en invloedrijk persoon. Zo behoorde hij in 1841 tot de 29 notabelen van 's-Hertogenbosch die bij de ontvangst van koning Willem II de erewacht te paard vormden.
Rond die tijd ging Van de Griendt zich steeds meer richten op weg- en waterbouw. Kranten maakten tussen 1845 en 1850 melding van een aantal aanbestedingen die waren gewonnen door J. van de Griendt. Het betrof onder meer de aanleg van een dijk met uitwateringssluis bij de Dollard, aanleg van de Groote Weg van Utrecht naar 's-Hertogenbosch, onderhoud aan de grindweg van Vught naar Schijndel, onderhoud aan de Rijksweg van Tilburg naar Grave en onderhoud aan de Zuid-Willemsvaart. De aannemingssom van het eerste werk is niet bekend, bij andere lag die in de orde van grootte van enkele tienduizenden guldens.
Op 30 maart 1853 kocht Van de Griendt samen met twee compagnons – onder wie zijn broer Nicolaas – ruim 610 hectare veengronden van de gemeente Deurne voor 48.828 gulden, om die te gaan vervenen en ontginnen. De drie kopers vormden daartoe een onderneming met Jan van de Griendt als directeur. Deze noemde de onderneming 'Helena-veen', naar zijn echtgenote Helena Panis. Aansluitend kocht Van de Griendt terreinen onder Meijel en Helden, om daarop een kanaal aan te leggen waarover zijn turf via de Noordervaart naar de Zuid-Willemsvaart vervoerd kon worden. Het kanaal, dat ook diende ter ontwatering van de veengronden, gaf hij de naam Helenavaart. Van de Griendt kreeg op 24 augustus 1853 een concessie tot vervening en op 14 september 1853 een concessie tot het graven van het kanaal. Eind van dat jaar was de Helenavaart vrijwel voltooid.
Het hoofddoel van de onderneming was de vervening, maar Van de Griendt streefde ernaar ook het transport en de distributie van turf in eigen hand te houden. Omdat daartoe extra kapitaal nodig was zette hij op 18 januari 1858 de onderneming om in een N.V. en richtte de 'Maatschappij tot ontginning en verveening genaamd Helenaveen' op. De onderneming bloeide: in 1860 bouwde Van de Griendt in Helenaveen een scheepstimmerwerf en het jaarverslag van 1875 vermeldde 32 schepen in eigen beheer, waarvan 2 stoomsleepboten. Verder bezat de maatschappij honderden hectaren grond waarop akkerbouwproducten geteeld werden, vooral boekweit. De maatschappij exploiteerde bovendien in Nederweert een eigen steenbakkerij. Vanaf 1858 tot aan zijn afscheid keerde Van de Griendt gemiddeld ruim 4 procent dividend per jaar uit.
Van de Griendt beperkte zijn activiteiten niet tot Helenaveen. Hij bleef handel drijven. Zo leverde hij jarenlang haver, hooi en stro aan militaire korpsen te paard. Ook was hij actief in de weg- en waterbouw. De opdrachten waarop hij intekende hadden over het algemeen een veel grotere omvang dan die van zijn begintijd. Het eerste grote werk was de aanleg van de spoorweg Breda-Tilburg in 1861. Dat was aanbesteed in meerdere deelopdrachten waarvan Van de Griendt er een aantal won voor in totaal een bedrag van ruim 850.000 gulden. De eerste aanbesteding van boven de 1 miljoen gulden waarbij Van de Griendt de laagste inschrijver was, betrof de aanleg van de spoorweg Venlo-Helmond, waarvoor hij ingetekend had voor 1.245.000 gulden. Ook de aanbesteding in 1869 van de spoorweg tussen Middelburg en Vlissingen werd aan Van de Griendt gegund. Hij begon in november 1869 met dat werk voor een bedrag van 1.050.000 gulden.
Van de Griendt bleef ook als fabrikant actief. In maart 1865 meldde de krant dat hij een draadnagelfabriek op stoom oprichtte. Hij stelde in mei 1865 zijn branderij buiten werking maar kondigde in dezelfde maand de fabricage aan van koffie-siroop.
In 1869 diende Van de Griendt bij de Provinciale Staten van Noord-Brabant een plan in voor een kanaal vanuit de Zuid-Willemsvaart bij Aarle-Rixtel naar Tilburg. Tilburg – geïnteresseerd in een waterverbinding met Dordrecht en Rotterdam – reageerde aanvankelijk sceptisch omdat Van de Griendt het vervolgtraject van Tilburg naar Dongen pas in een latere fase wilde uitwerken. Van de Griendt werd ervan verdacht er alleen op uit te zijn turf te kunnen leveren aan de Tilburgse industrie. Toch trokken de Provinciale Staten geld uit om het plan te bestuderen. Er werden meerdere tracés onderzocht – waaronder een kanaal vanuit Eindhoven naar Tilburg – maar uiteindelijk werd in 1872 een ontwerp gekozen dat vrijwel gelijk was aan het voorstel van Van de Griendt. Het lukte de provincie echter niet om de financiering rond te krijgen. Het zou tot 1923 duren voor een kanaal van Aarle-Rixtel via Tilburg naar de Amer – onder de naam Wilhelminakanaal – werd gerealiseerd.
Eind jaren 1870 verslechterde de gezondheidstoestand van Van de Griendt en trok hij zich langzaam terug uit zijn zaken. Met ingang van 15 juli 1878 droeg hij de directie van de Maatschappij Helenaveen over aan zijn zoon Gerard.
Van de Griendt overleed op 15 juli 1884.

## Publieke en maatschappelijke functies
Van de Griendt bekleedde een aantal functies in organisaties op politiek, economisch en charitatief gebied.
Bij Koninklijk Besluit van 29 januari 1847 werd Van de Griendt benoemd tot lid van de Kamer van Koophandel te 's-Hertogenbosch. In 1854 werd hij gekozen tot plaatsvervangend voorzitter en zes jaar later tot voorzitter. Voor zijn activiteiten voor de Kamer van Koophandel benoemde koning-groothertog Willem III hem op 12 september 1870 tot officier in de orde van de Eikenkroon. Van de Griendt bleef voorzitter tot zijn terugtreden begin 1883.
Tweemaal was Van de Griendt lid van een commissie die geld inzamelde toen zijn geboortedorp Orthen getroffen was door een rampzalige brand. De eerste brand ontstond in 1849 waarbij vijf huizen volledig verwoest werden en twee andere zwaar beschadigd. In 1852 legde een tweede brand 22 huizen in as en maakte 103 personen dakloos.
Op 24 januari 1860 vormde Van de Griendt met andere notabelen uit 's-Hertogenbosch een spoorweg-comité om de belangen van 's-Hertogenbosch te behartigen bij het plannen van de aanleg van spoorlijnen. Op 23 april 1860 werd hij benoemd tot penningmeester van de nieuw opgerichte afdeling 's-Hertogenbosch van de Nederlandsche Maatschappij van Nijverheid. In 1869 was hij een van de leden van het 's-Hertogenbosche Comité ter bevordering van de stoompakketvaart op Noord-Amerika.
Ultimo 1863 werd Van de Griendt gekozen tot lid van de Provinciale Staten van Noord-Brabant. De katholieke kiezersvereniging waarvan hij lid was, plaatste hem in 1874 niet opnieuw op de kieslijst vanwege zijn 'liberale gevoelens'. Van de Griendt werd in 1867 ook gekozen tot lid van de gemeenteraad van 's-Hertogenbosch. Verder was hij voorzitter van de gecombineerde polders de Vliert en Ertveld e.a. en lid van het waterschapsbestuur van Empel en Meerwijk. Kort voor zijn dood trok hij zich terug uit het bestuur van de waterschappen.